# کیسوکه اویاما
کیسوکه اویاما (انگلیسی: Keisuke Oyama؛ زادهٔ ۷ مهٔ ۱۹۹۵) بازیکن فوتبال اهل ژاپن است.